# Stanisław Batycki
Stanisław Franciszek Batycki (ur. 15 września 1892 w Stanisławowie, zm. wiosną 1940 w Charkowie) – major artylerii Wojska Polskiego, działacz niepodległościowy, ofiara zbrodni katyńskiej.

## Życiorys
Urodził się 15 września 1892 w Stanisławowie, w rodzinie Józefa i Jadwigi z Soleckich. Studiował na Politechnice Lwowskiej. Należał do Związku Strzeleckiego.
W latach 1913–1918 służył w cesarskiej i królewskiej Armiij. W czasie I wojny światowej walczył w szeregach c. i k. Pułku Artylerii Polowej Nr 28. Na stopień podporucznika rezerwy został mianowany ze starszeństwem z 1 września 1915, a porucznika ze starszeństwem z 1 listopada 1917.
Od 1918 w Wojsku Polskim. Walczył w obronie Lwowa oraz na wojnie polsko-ukraińskiej i polsko-bolszewickiej w latach 1918–1920.
W latach 1921–1926 pełnił służbę w garnizonie krakowskim, w 21 pułku artylerii polowej, a następnie w 5 pułku artylerii ciężkiej. 3 maja 1922 został zweryfikowany w stopniu kapitana ze starszeństwem od 1 czerwca 1919 i 198. lokatą w korpusie oficerów artylerii. Od 1926 dowodził 5 dywizjonem artylerii przeciwlotniczej w Krakowie. 12 kwietnia 1927 prezydent RP nadał mu stopień majora z dniem 1 stycznia 1927 i 10. lokatą w korpusie oficerów artylerii. W czerwcu 1934 został przeniesiony do Obozu Ćwiczeń „Barycz” na stanowisko komendanta. Obowiązki komendanta obozu pełnił przez kolejnych pięć lat. 
W nieznanych okolicznościach, po agresji ZSRR na Polskę (17 września 1939), dostał się do niewoli sowieckiej i przebywał w obozie w Starobielsku. Wiosną 1940 został zamordowany przez funkcjonariuszy NKWD w Charkowie i pogrzebany potajemnie w bezimiennej mogile zbiorowej w Piatichatkach, gdzie od 17 czerwca 2000 mieści się oficjalnie Cmentarz Ofiar Totalitaryzmu w Charkowie. Figuruje na tzw. liście Gajdideja (poz. 95).
5 października 2007 minister obrony narodowej Aleksander Szczygło mianował go pośmiertnie na stopień podpułkownika. Awans został ogłoszony 9 listopada 2007 w Warszawie, w trakcie uroczystości „Katyń Pamiętamy – Uczcijmy Pamięć Bohaterów”.

## Ordery i odznaczenia
- Krzyż Walecznych dwukrotnie (po raz pierwszy w 1921[16])
- Złoty Krzyż Zasługi – 10 listopada 1928[17]
- Medal Niepodległości – 9 listopada 1933 „za pracę w dziele odzyskania niepodległości”[18]
- Medal Pamiątkowy za Wojnę 1918–1921[1]
- Medal Dziesięciolecia Odzyskanej Niepodległości[1]
- Brązowy Medal Zasługi Wojskowej z mieczami na wstążce Krzyża Zasługi Wojskowej[4]
- Krzyż Wojskowy Karola[4]

## Źródła i bibliografia
- Ranglisten des kaiserlichen und königlichen Heeres 1916. Wien: K. K. Hof und Staatsdruckerei, 1916. (niem.).
- Ranglisten des kaiserlichen und königlichen Heeres 1917. Wien: K. K. Hof und Staatsdruckerei, 1917. (niem.).
- Ranglisten des kaiserlichen und königlichen Heeres 1918. Wien: K. K. Hof und Staatsdruckerei, 1918. (niem.).
- Dziennik Personalny Ministerstwa Spraw Wojskowych. [dostęp 2023-10-30].
- Lista starszeństwa oficerów zawodowych. Warszawa: Ministerstwo Spraw Wojskowych, 1922.
- Jerzy Ciesielski, Zuzanna Gajowniczek, Grażyna Przytulska, Wanda Krystyna Roman, Zdzisław Sawicki, Robert Szczerkowski, Wanda Szumińska: Charków. Księga Cmentarna Polskiego Cmentarza Wojennego. Jędrzej Tucholski (red.). Warszawa: Oficyna Wydawnicza RYTM, 2003. ISBN 83-916663-5-2.
- Witold Jarno, Okręg Korpusu Wojska Polskiego nr IV Łódź 1918–1939, Instytut Historii Uniwersytetu Łódzkiego, Katedra Historii Polski Współczesnej, Wydawnictwo „Ibidem”, Łódź 2001, ISBN 83-88679-10-4.
- Ryszard Rybka, Kamil Stepan: Rocznik oficerski 1939. Stan na dzień 23 marca 1939. Kraków: Fundacja CDCN, 2006. ISBN 978-83-7188-899-1.